# Lahaymeix
Lahaymeix é uma comuna francesa na região administrativa de Grande Leste, no departamento de Meuse. Estende-se por uma área de 12,7 km². Em 2010 a comuna tinha 74 habitantes (densidade: 5,8 hab./km²).